# РАТАН-600
РАТАН-600 (от рус. „Радиоастрономический телескоп Академии наук“ – „Радиоастрономически телескоп на Академията на науките“) е най-големият в света радиотелескоп с рефлекторно огледало, което е с диаметър 576 m.
Част е от Специалната астрофизична обсерватория на Руската академия на науките. Основните предимства на телескопа са високата чувствителност по яркостна температура и многочестотността.
Радиотелескопът е разположен в Карачаево-Черкезия, недалеч от станция Зеленчукская, на надморска височина 970 m. На 4,5 km на юг е разположен пълноооборотният радиотелескоп РТФ-32 на радиоастрономическата обсерватория „Зеленчукская“ на Института по приложна астрономия на РАН.